# Resistance (película)
Resistance (Resistencia en Hispanoamérica) es una biográfica película dramática escrita y dirigida por Jonathan Jakubowicz de 2020, inspirada en la vida de Marcel Marceau. Está protagonizada por Jesse Eisenberg como Marceau, con Clémence Poésy, Matthias Schweighöfer, Alicia von Rittberg, Félix Moati, Géza Röhrig, Karl Markovics, Vica Kerekes, Bella Ramsey, Ed Harris y Édgar Ramírez. Un tema perdurable se refiere al impacto dañino de la guerra en los niños. Los títulos finales de la película declaran: "[Los nazis] mataron a 1,5 millones de niños, incluidos decenas de miles de niños romaníes, niños con discapacidades físicas y mentales ... y más de un millón de niños judíos".
Fue lanzada en los Estados Unidos el 27 de marzo de 2020 por IFC Films. Debido a la pandemia de COVID-19, solo unos pocos cines independientes y autocines permanecieron abiertos, "Resistance" encabezó la taquilla del fin de semana en su primer fin de semana al ganar $ 2490 en una pantalla.

## Argumento
La película comienza en Múnich, Alemania nazi. Es 1938 y los nazis de Camisas marrones invaden la casa de una joven judía, Elsbeth, y matan a sus padres.
La película continúa en Estrasburgo, Francia (cerca de la frontera con Alemania), donde Marcel Marceau trabaja insatisfecho en la carnicería de su padre, desconectado de las atrocidades nazis y ansioso por las artes, especialmente la mímica y la pintura. Durante 1939, a medida que el poder nazi se consolida y se acerca la Segunda Guerra Mundial, Marceau realiza una representación de Cabaret de Charlie Chaplin, usando el bigote estrecho parecido al de Adolf Hitler. Las similitudes visuales entre Chaplin y Hitler son frecuentes en la película. La pasión de Marceau por el teatro se fortalece aún más después de descubrir que su padre actúa en secreto en la ópera. 
Mientras el primo de Marcel, Georges, se involucra con un brazo judío de la Resistencia francesa, Marcel y Emma se enamoran. El padre de Marcel, que había huido de Polonia años antes, apoya que su hijo y Emma se unan a la resistencia antinazi. Es una decisión que define las experiencias de guerra de Marceau y trae trágicas consecuencias para el padre de Marceau: arrestado en 1944 muere en Auschwitz durante 1945. 
Una tropa Scout liderada por Emma y Georges rescata a 123 niños judíos cuyos padres fueron asesinados por los nazis. Las habilidades de mimo de Marceau mejoran mientras ayuda a entretener a los huérfanos en un castillo cercano. Los vínculos con Emma también se fortalecen. Después de que Alemania invade Polonia en el otoño de 1939, su participación se profundiza con la Resistencia francesa. Los adultos distribuyen a los niños judíos en grupos más pequeños para minimizar su visibilidad, algunos a las iglesias locales y otros a las familias judías. Marcel y Emma mantienen contacto con Elsbeth. Después de 1941, la historia de Marceau se entrelazará con el amenazante Klaus Barbie, a quien vemos matando a golpes a un homosexual nazi en Berlín, retratando el asesinato como una purificación aria. Barbie llega a Lyon en 1942 con la ocupación nazi del sur de Francia y con el objetivo de eliminar toda Resistencia Francesa y judíos. Barbie opera sobornando a colaboradores y ejecutando brutalmente los detenidos en una piscina vacía en la sede de Gestapo. Por estos crímenes Barbie ganará notoriedad como "El carnicero de Lyon".
Marcel y Emma también se mudan a Lyon, con Georges, quien es capturado durante un barrido nazi de la estación del tren. Marcel estaba cerca y ayuda rápidamente a Georges a escapar quemando a un soldado alemán. Capturadas durante otra redada de la Gestapo, Emma y Mila, su hermana, son menos afortunadas. Barbie tortura a Mila frente su hermana hasta la muerte mientras extrae información de Emma sobre la resistencia. Emma sobrevive gracias a la colaboración, pero luego intenta suicidio bajo tren. Marceau la salva en ese instante y deciden continuar juntos la ayuda a los niños judíos a escapar a Suiza.
Fingiendo que con su tropa Scout van de excursión, Marcel y Emma, acompañados por Georges y una docena de niños, incluida Elsbeth, viajan en el tren SNCF a los Alpes franceses. Barbie y las tropas de SS patrullan la última estación de tren antes de la frontera franco-suiza, obligando a la petrificada Emma a esconderse mientras registran el tren. Barbie no logra descubrir a Emma o al verdadero plan de los niños de llegar a Suiza y los deja continuar. 
Mientras tanto, los SS de Barbie se enteran por un sacerdote torturado que los niños son judíos y están escapando. Barbie, ahora muy enojado por su error, moviliza tropas de las SS para perseguir a Marceau y los niños por los bosques helados de la frontera suiza. Las SS persiguen en carrera al grupo y disparan, hiriendo mortalmente a Emma, pero no pueden evitar que escapen. Ya del lado suizo, Marcel está devastado por la muerte de Emma, pero se consuela que los niños estén todos vivos y en Suiza. 
La última escena es en 1945 en Núremberg, Alemania. Marceau es ahora un oficial de enlace con el ejército de los Estados Unidos, y también es un actor, que entretiene a las tropas de la ocupación estadounidense de Alemania (ocupación estadounidense de Alemania). Presentado por el General George S. Patton a sus tropas, éstas se enteran de que Marceau cruzó los Alpes muchas veces salvando a cientos de niños, en su mayoría huérfanos, e indirectamente ayudó a salvar a miles de niños más. Patton lo elogia por "esta historia increíble ... de uno de esos seres humanos únicos que hacen que sus sacrificios y su heroísmo valgan la pena". La película se cierra con un evocador mimo de Marceau, con su famosa cara blanca y su camiseta azul y blanca.

## Reparto
- Jesse Eisenberg como Marcel Marceau, un aspirante a mimo que luchó por la Resistencia judía francesa
  - Kue Lawrence como el joven Marcel
- Clémence Poésy como Emma
- Félix Moati como Alain Mangel, hermano de Marcel, un guardia en el paso fronterizo franco-alemán no lejos de la ciudad de Estrasburgo.
- Vica Kerekes como Mila
- Matthias Schweighöfer como Klaus Barbie, un despiadado agente de la Gestapo
- Géza Röhrig como Georges Loinger, primo de Marceau y miembro de la Resistencia judía francesa
- Ed Harris como George S. Patton, general del Ejército de EE. UU. Y comandante del 7.º Ejército
- Bella Ramsey como Elsbeth
- Martha Issová como Flora
- Karl Markovics como Charles Mangel
- de como Max Rheinemert
- Alex Fondja como Frederique
- Aurélie Bancilhon como Dominique
- Alicia von Rittberg como Regine
- Louise Morell como la madre de Marcel
- Wolfgang Ceczor como Viejo en el tren
- Philip Lenkowsky como el padre Montluc
- Édgar Ramírez como Sigmund (Padre de Elsbeth)
- Klára Issová como Judith (Madre de Elsbeth)
- Felicity Montagu Sra. Garner (Madre de Emma)
- de como Swiss Hunter
- Maxim Boubin como Joseph en el árbol
- Tobias Gareth Elman como Joseph (mayor)

## Producción
En mayo de 2017, se anunció que Jesse Eisenberg se había unido al elenco de la película, interpretando el papel de Marcel Marceau, durante sus días como miembro de la Resistencia francesa, con Jonathan Jakubowicz dirigiendo un guion que escribió. En febrero de 2018, se anunció que Haley Bennett y Matthias Schweighöfer se habían unido al elenco de la película, con Warner Bros. Pictures distribuyéndose en Alemania.  En noviembre de 2018, Ed Harris, Edgar Ramirez, Clémence Poésy, Bella Ramsey, Géza Röhrig, Karl Markovics y Félix Moati se unió al elenco de la película, con Poésy reemplazando a Bennett.
Una parte importante de la preparación de Jesse Eisenberg para el papel de Marcel Marceau fue aprender mimo. Se formó durante varios meses con artista de mímica, entrenador de movimiento y entrenador de mímica Lorin Eric Salm, que había estudiado con Marceau en su escuela de París y es un historiador del trabajo de Marceau. Salm también coreografió las escenas de mímica para la película, creando piezas de mímica originales basadas en la técnica y el estilo de Marceau.

## Estreno
Rocket Science manejó los derechos de distribución internacional. En noviembre de 2019, IFC Films adquirió los derechos de distribución de la película. Se estrenó el 27 de marzo de 2020. La película estaba programada para estrenarse en cines, sin embargo, debido a la pandemia de COVID-19, la IFC lanzó la película en video on demand en su lugar. Estaba empatada como la película más taquillera de Estados Unidos cuando debutó en la semana del 17 de abril de 2020, recaudando $ 2,490.

## Recepción crítica
En el sitio web del agregador de reseñas Rotten Tomatoes, la película tiene una calificación de aprobación de 57 % basada en 95 reseñas, con un promedio de 5.7/10. El consenso crítico del sitio dice: "Defectuoso pero honorable,  Resistance  empuja las actuaciones y ejecuciones desiguales del pasado para rendir homenaje sincero a su protagonista de la vida real".  On Metacritic, the film has a weighted average score of 55 out of 100, based on 17 critics, indicating "mixed or average reviews".